# Ernst Fischer (scriitor)
Ernst Fischer (n. 3 iulie 1899, Chomutov⁠(d), Ústí nad Labem, Cehia – d. 31 iulie 1972, Deutschfeistritz⁠(d), Stiria, Austria) (cunoscut și sub pseudonimele  "Peter Wieden", "Pierre Vidal"și "Der Miesmacher") a fost un critic literar, estetician și jurnalist austriac.

## Opera
- 1959: Necesitatea artei ("Von der Notwendigkeit der Kunst")
- 1962: De la Grillparzer la Kafka ("Von Grillparzer zu Kafka")
- 1963: Problemele tinerei generații ("Probleme der jungen Generation")
- 1964: Spiritul epocii și literatura ("Zeitgeist und Literatur")